# Robert A. Schwartz
Robert Allen Schwartz (ur. 30 czerwca 1947 w Oakland) – amerykański lekarz, profesor nauk medycznych, specjalista dermatolog. 
Absolwent Uniwersytetu Kalifornijskiego w Berkeley. Wykładowca Uniwersytetu Rutgersa. Pionier w zakresie badań zespołów paraneoplastycznych i nowotworów skóry, w tym głównie mięsaka Kaposiego. Autor ponad 1000 publikacji naukowych. Członek honorowy 21 towarzystw naukowych na świecie. 
W 2021 powołany na konsula honorowego RP w Newark. 
Żonaty z Kamilą Krysicką-Janniger (ur. 1959) – lekarzem dermatologiem. Ich synem jest Edmund Janniger, który w 2015 w wieku 20 lat został powołany na doradcę Ministra Obrony Narodowej RP, Antoniego Macierewicza.